# ジョリオン・レスコット
ジョリオン・レスコット（Joleon Lescott, 1982年8月16日 - ）は、イングランド・ウェスト・ミットランズ州バーミンガム出身のサッカー選手。元イングランド代表。ポジションはディフェンダー。ジョリーン・レスコットとも表記される。

## 経歴

### 生い立ち
バーミンガムで出身で、幼い頃からバーミンガムを本拠地とするアストン・ヴィラFCのファンだった。5歳の時に交通事故に遭い、現在も残る額の傷を負った。兄のアーロン・レスコットも元サッカー選手でブリストル・ローヴァーズFC等でプレーしていた。

### ウルヴァーハンプトン
ウルヴァーハンプトン・ワンダラーズのユースで育ち、2000年8月13日にシェフィールド・ウェンズデイ戦で17歳にしてトップチームデビュー。2001-02シーズンにはサポーターが選ぶ最優秀若手選手に選出される活躍を見せた。2002-03シーズンは完全にレギュラーに定着し、1試合を除く全試合に出場。チームのプレミアリーグ昇格に貢献した。しかし2003-04シーズンは膝の怪我で1試合も出場することができず、ウルヴァーハンプトンも最下位に終わり1シーズンで降格した。2004-05シーズンには完全復活し自身最多の4ゴールを挙げると、2005-06シーズンにはチャンピオンシップベストイレヴン、ウルヴァーハンプトン年間最優秀選手に選出された。

### エヴァートン
2006年6月14日に移籍金200万+インセンティブ100万ポンドでエヴァートンへ完全移籍。ワトフォード戦でプレミアリーグデビュー、並びにエヴァートンでのデビューを飾る。2007年4月2日のアストン・ヴィラ戦ではプレミアリーグ初得点。このシーズンは移籍1年目ながらレギュラーを獲得し、計42試合に出場した。2007-08シーズンはポジションがセンターバックから左サイドバックとなり、開幕8試合で3ゴールを挙げるなど攻撃力が向上。最終的には全大会でともに自己最多となる51試合に出場し10ゴールを挙げ、エヴァートンの年間最優秀選手に選出された。また、このシーズンのレスコットのシュートに対するゴール率は42.1%で、これはプレミアリーグ最高の成績だった。
2008-09シーズンは出場試合数が低下したものの、FAカップ4回戦のリヴァプールとのマージーサイド・ダービーでは引き分けに持ち込むゴールを挙げ、再試合でのエヴァートンの勝利に繋げた。

### マンチェスター・シティ
2008-09シーズン終了後にマンチェスター・シティが獲得に動き、エヴァートンのデイヴィッド・モイーズ監督は最後まで放出に否定的であったもののレスコット自身の希望もあり、2009年8月25日に移籍金推定2400万ポンドでの完全移籍で合意に達した。

### ウェスト・ブロムウィッチ
2014年6月20日、ボスマン判決でウェスト・ブロムウィッチ・アルビオンとフリーで契約し、さらに1年のオプション付き2年契約を結んだ。 

### アストン・ヴィラ
2015年9月1日、アストン・ヴィラと契約した。

### AEKアテネ
2016年8月29日、AEKアテネに移籍したが、わずか4試合に出場するも、自宅のアパートでサイクリング中に膝の軟骨が剥離する怪我を負った。この負傷により、今シーズンの残りのシーズンを欠場することになった。レスコットはチームの医師の助けを得ることを拒否し、イギリスでリハビリを終えることを主張した。AEKアテネは同選手の希望と追加要求に応じなかったため、2016年11月14日に双方の合意により契約が解除された。

### サンダーランド
2017年1月24日、シーズン終了までの短期契約でサンダーランドに加入した。

### ラシン・ムルシア
引退から3年後の2020年11月27日、スペインのテルセラ・ディビシオンに所属する ラシン・ムルシアはレスコットと契約し、コパ・デル・レイのレバンテ戦に出場することを発表した。

## 代表
各年代の代表に選出後、2007年9月3日にEURO予選に向けたイングランド代表メンバーに初招集された。10月17日のエストニア戦で代表デビューを飾ると、続くロシア戦では初先発を記録した。
EURO2012のイングランド代表にも選出され、グループリーグ初戦のフランス戦では代表初得点となる先制点を挙げた。

## タイトル
クラブ
マンチェスター・シティFC
- プレミアリーグ 2011-12, 2013-14
- FAカップ 2010-11
- フットボールリーグカップ 2013-14
- FAコミュニティ・シールド 2012